# Michel Lazdunski
Michel Lazdunski (* 11. April 1938 in Marseille) ist ein französischer Biochemiker, bekannt für Forschungen zu Ionenkanälen mit Anwendungen in der Entwicklung von Medikamenten.

## Leben
Lazdunski studierte Chemieingenieurwesen mit dem Abschluss 1959 und wurde 1962 in Physikalischer Chemie und 1964 in Biochemie promoviert. Ab 1962 war er als Wissenschaftler des CNRS am Institut für Biochemie in Marseille. 1965 wurde er Professor an der Universität Marseille und später Professor für Biochemie an der Universität Nizza (Sophia Antipolis). Nach dessen Gründung 1967 bis 1973 leitete er eine Forschungsgruppe auf dem Gebiet der physikalischen Chemie von Proteinen und Enzymforschung am Zentrum für Biochemie und Molekularbiologie in Marseille. 1973 gründete er das Zentrum für Biochemie des CNRS in Nizza, das er bis 1989 leitete. 1989 gründete er das CNRS Institut für molekulare und zelluläre Pharmakologie (Institut de pharmacologie moléculaire et cellulaire, IPMC) an der Universität Nizza, das er seitdem leitet. Er ist außerdem seit 1991 Professor für molekulare Pharmakologie am Institut universitaire de France.
Nach seinen Anfängen in der Forschung zur Proteinstruktur, Protein-Protein Wechselwirkung und Enzymkatalyse, wofür er die Silbermedaille des CNRS erhielt, wandte er sich der Erforschung von Ionenkanälen zu und der Wirkmechanismen von Medikamenten, die auf die Ionenkanäle wirken. Beispielsweise klärte er die Wirkung von Calciumantagonisten (Kalziumkanal-Blockern) auf, die als Bluthochdruckmedikamente Verwendung finden, und die von Sulfonylharnstoffen, ein Diabetes Medikament, von dem Lazdunski und Kollegen zeigten, dass sie auf bestimmte Kalium-Ionenkanäle in Pankreaszellen wirken, die Insulin sezernieren. Er fand auch, dass Ionenkanäle bei Betäubungsmitteln wie Äther und Chloroform eine Rolle spielen. Seine Gruppe entdeckte eine neue Klasse von Kalium-Kanälen in bestimmten Nervenzellen (die für motorische Aktivitäten wichtig sind und beim Gedächtnis), die das Ruhepotential dieser Zellen regulieren und auf die diese Anästhetika wirken. Der lange unbekannte Wirkmechanismus dieser ältesten bekannten Betäubungsmittel konnte dadurch aufgeklärt werden: sie stimulieren die Ionenkanäle, was zu einer Hyperpolarisation und damit zu einer Verlangsamung der Kommunikation über die Nervenzellen führt. Diese Ionenkanäle sind auch das Wirkziel einiger natürlicher, die Neuronen zum Beispiel bei Mangeldurchblutung schützender Moleküle, woraus sich Ansatzpunkte zur Entwicklung neuer Medikamente ergaben zum Beispiel für Glaukome und Ischämien in Gehirn und Rückenmark.
Ebenso entdeckten sie eine neue Klasse von Kalium-Kanälen im Herzen, die für die Aufrechterhaltung eines normalen Herzrhythmus wichtig sind. Derselbe Typ von Kalium-Kanälen fand sich auch im Innenohr, so dass Defekte in diesen Kanälen aufgrund von Mutationen sowohl zu Herzarrythmien als auch zu Taubheit führen können. Ladzunski und seine Gruppe identifizierte auch Ionenkanäle, die bei Sinneswahrnehmungen (wie Tastsinn) und Schmerzempfinden (Ionenkanäle in Nozizeptoren, die auf Übersäuerung reagieren) eine Rolle spielen. Seine Gruppe fand auch Ionenkanäle in der Niere, die für die Aufrechterhaltung des Natrium-Haushalts wichtig sind (mit Anwendungen auf Bluthochdruck) und Ionenkanäle für Chlorid-Transport, die bei der zystischen Fibrose gestört sind, und sie fanden ein Molekül, dass diese Kanäle wieder aktiviert.
1976 erhielt er die Silbermedaille und 2000 die Goldmedaille des CNRS und 1983 den Prix Charles-Léopold Mayer. 1984 erhielt er den Preis der International Society for Cardiac Research, 1991 den Preis der Athéna Foundation und des Institut de France, 1991 mit seiner Forschungsgruppe den Bristol-Myers Foundation Neuroscience Award und er erhielt den Grand Prix der französischen Akademie der Wissenschaften für medizinische Forschung. 2011 erhielt er die Ernst Jung Medaille in Gold. Er ist Mitglied der Académie des sciences (1991), der königlich belgischen Akademie für Medizin (1991) und der Academia Europaea (1989). Er ist Ritter der Ehrenlegion.